# Majed Moqed
Majed Moqed (arabe : ماجد مشعان موقد), né le 18 juin 1977 à Al-Nakhil en Arabie saoudite et mort le 11 septembre 2001 est un membre d'Al-Qaïda et l'un des pirates de l'air du vol 77 American Airlines, qui a été détourné pour s'écraser sur le Pentagone dans le cadre des attentats du 11 septembre 2001.

## Attentats du 11 septembre 2001
Le 11 septembre, il embarque à bord du vol 77 American Airlines et s'assied en siège 12A. Une demi-heure après le décollage, il participe au détournement, en repoussant les passagers à l'arrière de l'appareil. Son complice Hani Hanjour prend alors les commandes de l'avion qui s'écrase sur la partie ouest du Pentagone à 9 h 37.